# Thurø Sogn
Thurø Sogn ist eine Kirchspielsgemeinde (dän.: Sogn) auf der Insel Thurø südöstlich der Stadt Svendborg
auf der Insel Fyn (dt.: Fünen) im südlichen Dänemark.
Bis 1970 gehörte sie zur Harde Sunds Herred im damaligen Svendborg Amt, danach zur Svendborg Kommune im
Fyns Amt, die im Zuge der  Kommunalreform zum 1. Januar 2007 in der
„neuen“
Svendborg Kommune in der Region Syddanmark aufgegangen ist.
Im Kirchspiel leben 3658 Einwohner, davon 3348 im Kirchdorf Thurø By (Stand: 1. Januar 2023). Im Kirchspiel liegt die Kirche „Trefoldighedskirken“ (dt.: Dreifaltigkeitskirche).